# أغتشة رود
أغتشة رود هي قرية في مقاطعة هشترود، إيران. عدد سكان هذه القرية هو 364 في سنة 2006.